# Addison T. Smith

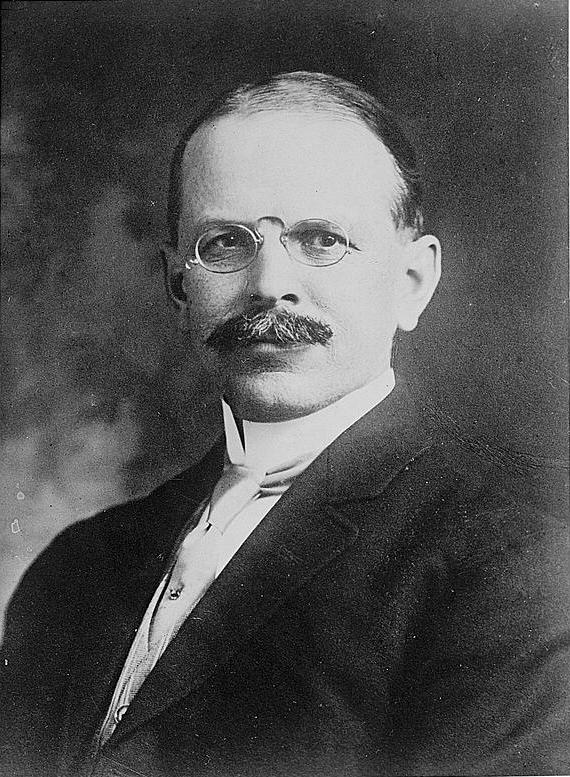
Addison T. Smith

Addison Taylor Smith (* 5. September 1862 in Cambridge, Ohio; † 5. Juli 1956 in Washington, D.C.) war ein US-amerikanischer Politiker. Zwischen 1913 und 1933 vertrat er den Bundesstaat Idaho im US-Repräsentantenhaus.

## Frühe Jahre
Addison Smith besuchte die öffentlichen Schulen in seinem Geburtsort Cambridge. Im Jahr 1882 schloss er dort die High School ab. Danach besuchte er bis 1883 das Iron City Commercial College in Pittsburgh. Nach einem Jurastudium an der George Washington University und der National Law School in Washington wurde er 1899 in der Bundeshauptstadt und im Jahr 1905 in Idaho als Rechtsanwalt zugelassen.

## Politische Laufbahn
Addison Smith wurde Mitglied der Republikanischen Partei. Zwischen 1891 und 1901 arbeitete er als Privatsekretär von George Laird Shoup, der damals den Staat Idaho im US-Senat vertrat. Danach arbeitete er in der gleichen Stellung für Weldon B. Heyburn, der ebenfalls US-Senator für Idaho war. Zwischen 1904 und 1911 war Addison auch im Vorstand seiner Partei auf Staatsebene. In den Jahren 1907 und 1908 war er Registrar der Bundeslandverwaltung in Boise.
Bei den Kongresswahlen des Jahres 1912 waren erstmals zwei Abgeordnetenmandate für den Staat Idaho zu besetzen. Beide Mandate wurden im ganzen Staat gewählt, weil der zweite Wahlbezirk offiziell erst mit den Wahlen des Jahres 1918 gegründet wurde. Das erste Mandat ging an Burton L. French, das zweite konnte sich Addison Smith sichern. In den folgenden Jahren wurde er jeweils bestätigt. Ab 1919 war er offizieller Abgeordneter des neuen zweiten Wahlbezirks. Insgesamt konnte Smith zwischen dem 4. März 1913 und dem 3. März 1933 zehn zusammenhängende Legislaturperioden im Kongress absolvieren. Er war von 1922 bis 1925 Vorsitzender des Ausschusses, der sich mit dem Umgang mit alkoholischen Getränken befasste, sowie zwischen 1925 und 1931 Mitglied im Ausschuss, der sich um Bewässerungsfragen kümmerte. Im Jahr 1932 wurde Smith nicht wiedergewählt. Sein Sitz fiel an den Demokraten Thomas C. Coffin.

## Weiterer Lebenslauf
Zwischen 1934 und 1942 war Addison Smith Mitglied eines Ausschusses innerhalb der Behörde zur Veteranenbetreuung, der sich mit Anhörungen und Forderungen der Veteranen befasste. Von 1937 bis zu seinem Tod im Jahr 1956 war Smith Leiter einer Institution für Taube (Columbia Institute of the Deaf), das heute Gallaudet College heißt.